# Daphoenositta chrysoptera
Daphoenositta chrysoptera là một loài chim trong họ Neosittidae.

## Hình ảnh

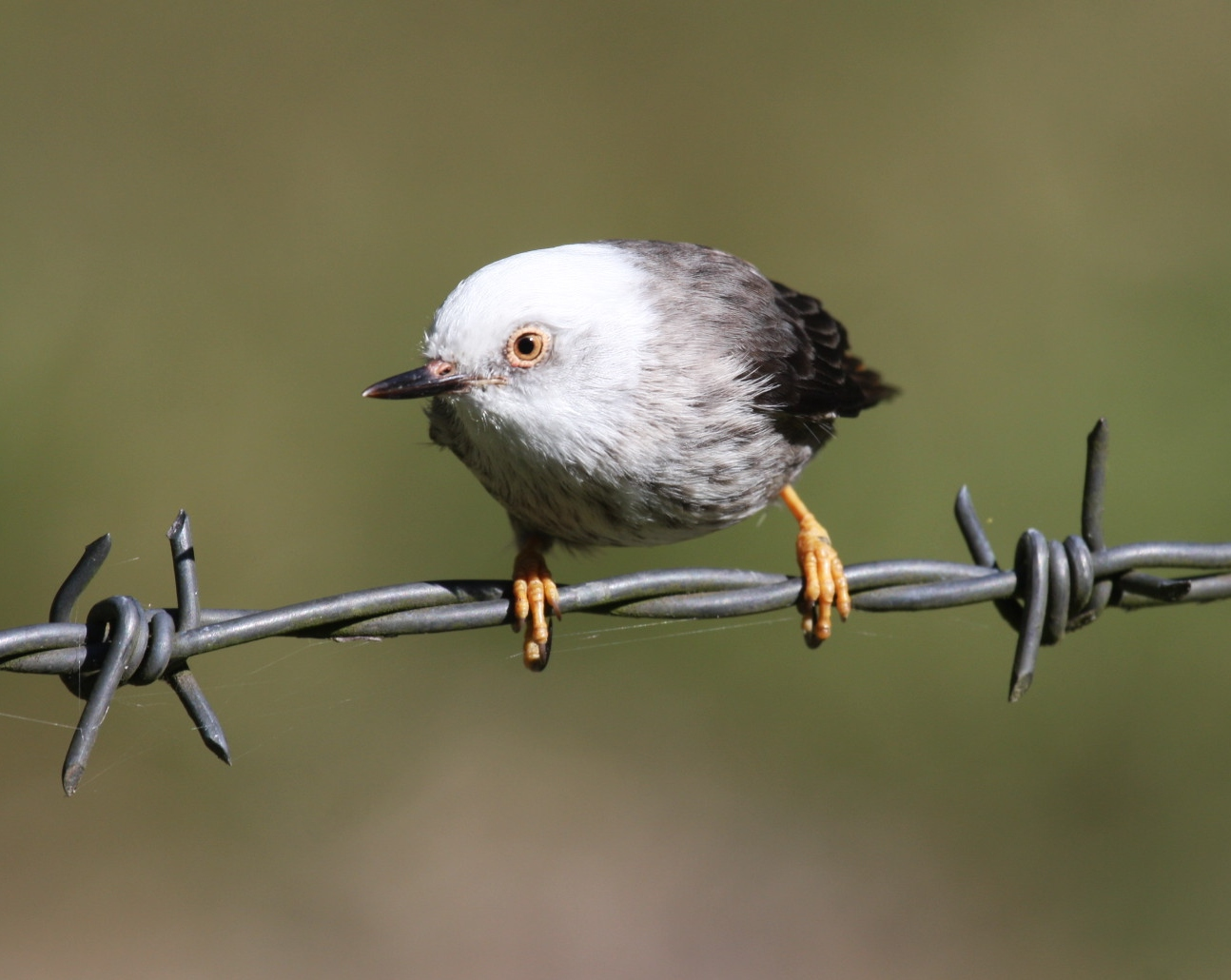
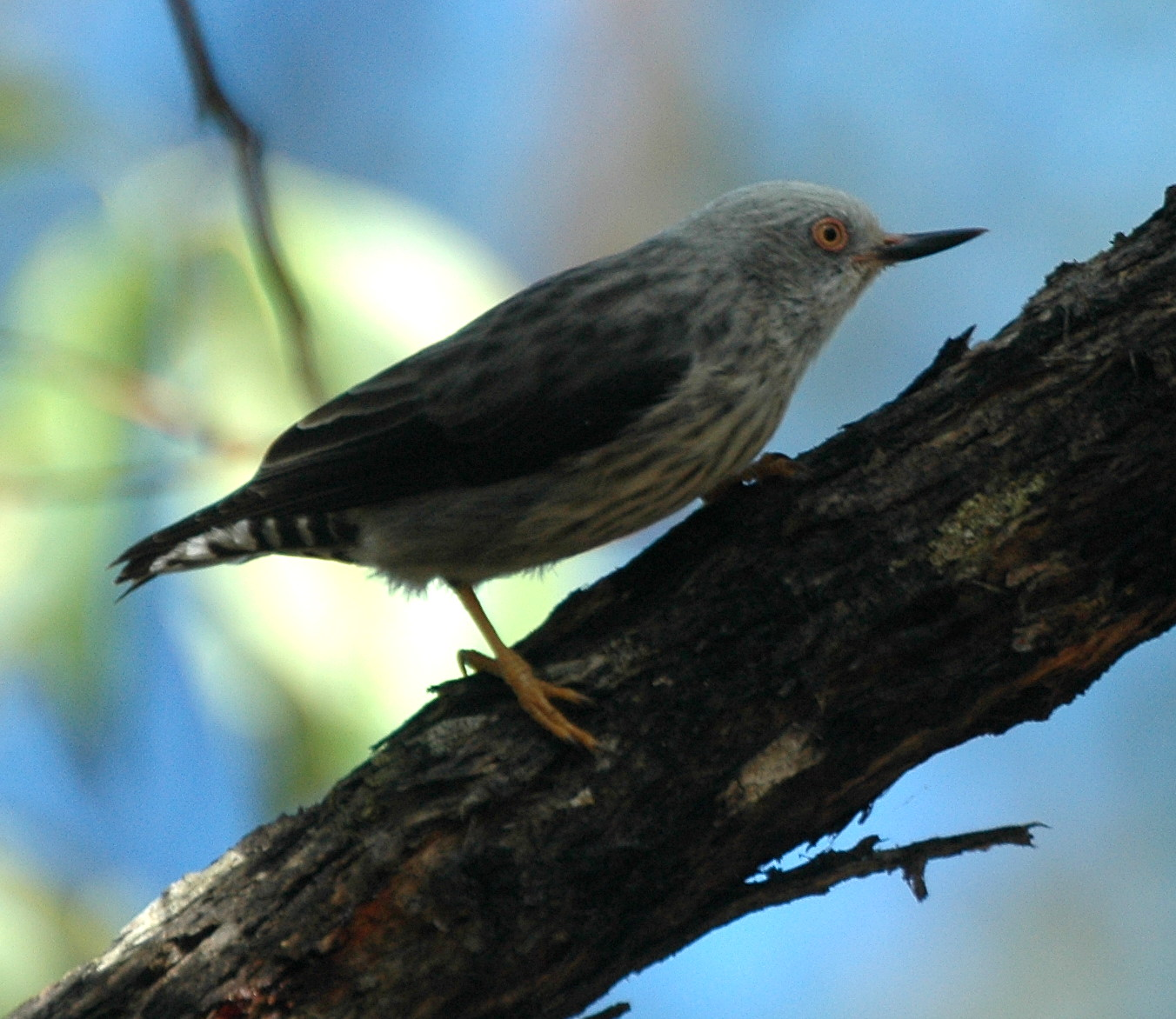